# Бартон (кратер)
Кратер Бартон је ударни метеорски кратер на површини планете Венере. Налази се на координатама 27,4° северно и 337,5° источно (планетоцентрични координатни систем +Е 0—360) и има пречник од 52,2 км.
Кратер је име добио у част америчке хуманисткиње и једне од оснивача Америчког Црвеног крста Кларе Бартон (1821—1912), а име кратера је 1991. усвојила Међународна астрономска унија.
Дно овог кратера је доста равно и на радарским снимцима показује мање вредности албеда, што указује на могуће изливе лаве на дну. Централни прстен у кратеру је испрекидан.